# Alberto Amarilla
Alberto Amarilla Bermejo (Cáceres, 20 de octubre de 1980) es un actor español. 

## Biografía
Estudia teatro en la Escuela La Barraca y en la Escuela de Arte Dramático de Málaga.
Comenzó a ser conocido por sus papeles en series de televisión como Mis adorables vecinos, Arrayán, 7 vidas, Cuenta atrás, El comisario o Acusados.
En 2004 debutó en el cine con un pequeño papel en Mar adentro.
Protagonizó El camino de los ingleses, segunda película dirigida por el actor Antonio Banderas, que le llevó a la nominación de un Goya como actor revelación en 2007.
En la comedia Fuga de cerebros y en su secuela Fuga de cerebros 2, interpreta a un ciego.

## Filmografía

### Películas
| Año  | Título                               | Personaje               | Dirección                |
| ---- | ------------------------------------ | ----------------------- | ------------------------ |
| 2004 | Mar adentro                          | Hermano Andrés          | Alejandro Amenábar       |
| 2005 | Calles de fuego                      | Niko                    | Ismael Morillo           |
| 2005 | Princesas                            | Adolescente en hospital | Fernando León de Aranoa  |
| 2006 | Calles de fuego                      | Niko                    | Ismael Morillo           |
| 2006 | El camino de los ingleses            | Miguelito               | Antonio Banderas         |
| 2008 | Prime time                           | Jaime                   | Luis Calvo Ramos         |
| 2009 | Fuga de cerebros                     | Chuli                   | Fernando González Molina |
| 2009 | Imago Mortis                         | Bruno                   | Stefano Bessoni          |
| 2011 | Fuga de cerebros 2: Ahora en Harvard | Chuli                   | Carlos Therón            |
| 2015 | Conexión Almería                     | Luis                    | Ismael Morillo           |
| 2016 | Embarazados                          | Guillermo               | Juana Macías             |
| 2018 | El pacto de los estudiantes          | Entrevistado            | Juan Miguel del Castillo |

### Cortometrajes
- 2005: Tránsito, dirigido por José Manuel Seda.
- 2008: La espera (voz), dirigido por Carlos Agulló.
- 2008: Pepín Bello, dirigido por Tomás Studer.
- 2008: La punta del iceberg, dirigido por Rubén García.
- 2009: Mie2, dirigido por Iván Ruiz.
- 2011: El disfraz del cielo, dirigido por Javier Marco.
- 2011: Una flor en recepción, dirigido por Marta Parreño.
- 2010: 70 m², dirigido por Miguel Ángel Carmona.
- 2012: Triste soledad de un violinista, dirigido por Roberto Lolo.
- 2012: Esos dos, dirigido por Javier de la Torre.
- 2012: Laboral, dirigido por Rubén García y Sara Polo.
- 2013: El otro lado, dirigido por César De Nicolás.
- 2014: Ochentaycuatro, dirigido por David Luque.
- 2015: Emprendedores 014, dirigido por Jesus Salvo
- 2015: Campeón, dirigido por Hugo de la Riva. https://www.youtube.com/watch?v=DtMMk2Ms0wE
- 2017: Smurf Movie, dirigido por Carmen Carrillo.
- 2019: La Fièvre, dirigido por José María Flores.
- 2019: Guiadvisor, dirigido por Álvaro Ortega.
- 2019: Un buen hombre dirigido por Matías Valenzuela Brito.
- 2024: La compañía, dirigido por José María Flores.

### Televisión
| Año         | Título                    | Personaje             | Cadena         | Episodios     |
| ----------- | ------------------------- | --------------------- | -------------- | ------------- |
| 2001        | Arrayán                   |                       | Canal Sur      |               |
| 2002        | El comisario              |                       | Telecinco      | 1 episodio    |
| 2002; 2003  | 20 tantos                 |                       | Telecinco      | 2 episodios   |
| 2003        | 7 vidas                   | Estudiante            | Telecinco      | 1 episodio    |
| 2004 - 2006 | Mis adorables vecinos     | Rafael Sánchez Mingo  | Antena 3       | 49 episodios  |
| 2007        | Cuenta atrás              | Robert Fernández      | Cuatro         | 1 episodio    |
| 2009        | Acusados                  | Álex de la Torre      | Telecinco      | 13 episodios  |
| 2010        | Pelotas                   | Rubén                 | La 1           | 12 episodios  |
| 2011        | Vida loca                 | Jacobo                | Telecinco      | 1 episodio    |
| 2015        | El Ministerio del Tiempo  | Fray Juan             | La 1           | 1 episodio    |
| 2015        | Velvet                    | Toni Latorre          | Antena 3       | 2 episodios   |
| 2016        | Carlos, rey emperador     | Enrique II de Francia | La 1           | 4 episodios   |
| 2019        | Derecho a soñar           | Héctor                | La 1           | 9 episodios   |
| 2020        | Caronte                   | Miguel Atienza        | Cuatro         | 1 episodio    |
| 2021        | El internado: Las Cumbres | Elías                 | Prime Video    | 8 episodios   |
| 2021        | La casa de papel          | Ramiro Vázquez        | Netflix        | 8 episodios   |
| 2022        | Amar es para siempre      | Marcos Salvatierra    | Antena 3       | 84 episodios  |
| 2023        | Sentimos las molestias    |                       | Movistar Plus+ | 1 episodio    |
| 2024 - 2025 | La Moderna                | Agustín Comas Ferrer  | La 1           | 175 episodios |

### Teatro
- 1998: Lorca por Lorca, dirigida por Leonardo Eiriz.
- 1999: Edipo rey, de Sófocles, dirigida por Leonardo Eiriz, premio nacional cubano de relato corto.
- 2000: West Side Story de Arthur Laurents, dirigida por Antonio Jeús González.
- 2007: El león en invierno de James Goldman, dirigida por Juan Carlos Pérez de la Fuente.
- 2007: Presentador Gala Teatros de Madrid de 2007, dirigida por Juan Carlos Pérez de la Fuente.
- 2009: Sonetos del amor oscuro de Federico García Lorca, dirigida por Santiago Melendez.
- 2011: Antígona, de Sófocles.
- 2017: Re cordis, de Alberto Amarilla.[1]

## Premios
- 2004 Premio San Pancracio (enlace roto disponible en Internet Archive; véase el historial, la primera versión y la última)., Festival de cine de Cáceres por Mar adentro.
- 2007 Nominación al Goya actor revelación por El camino de los ingleses.
- 2007 Premio Fundación Lumiere actor revelación 2007 por El camino de los ingleses.
- 2009 Premio Extremeños de hoy 2009.
- 2009 Premio Especial Fica 2009 (enlace roto disponible en Internet Archive; véase el historial, la primera versión y la última)., Festival Internacional de Creación Audiovisual.
- 2009 Premio Tenca de oro 2009 .
- 2010 Nominación como actor de reparto por Acusados en los XIX Premios de la Unión de Actores.
- 2011 Premio al mejor actor, novena edición del certamen de cortometrajes 'Cinemálaga' por el cortometraje 70m2.
- 2011 Premio al mejor actor en el V Certamen de Cortometrajes "Higuera en Corto" por el cortometraje 70m2.
- 2011 Premio al mejor actor en el III Festival Internacional de Cortometrajes "Pilas en Corto" por el cortometraje 70m2.
- 2011 Premio al mejor actor en la 15 Mostra de Cinema Jove de Elche por el cortometraje 70m2.